# Neil Young (álbum)
Neil Young es el primer álbum de estudio del músico canadiense Neil Young, publicado por la compañía discográfica Reprise Records en noviembre de 1968.
El álbum, que supuso el debut discográfico del músico tras la separación del grupo Buffalo Springfield, fue inicialmente publicado en noviembre de 1968, aunque fue remezclado parcialmente y reeditado en enero de 1969.

## Historia
Aunque algunas fuentes citan que Neil Young fue publicado en enero de 1969, su publicación original coincidió con el 23.er cumpleaños de Neil Young, el 12 de noviembre de 1968. La primera edición de Neil Young usó un sistema de codificación Haeco-CSG, una tecnología ideada para compatibilizar discos en formato estéreo con tocadiscos mono. Sin embargo, el sistema provocaba como efecto secundario una degradación del sonido tanto estéreo como mono.
Young se mostró insatisfecho con la calidad del sonido de la primera edición, por lo que volvió a remezclar el álbum en enero de 1969 y lo reeditó sin el procesamiento vía Haeco-CSG. Además, la portada fue modificada sustancialmente al añadir un encabezado con el nombre del músico.
El 14 de julio de 2009, Neil Young fue remasterizado y reeditado en formato HDCD y descarga digital como parte de la serie Neil Young Archives Original Release Series. También fue reeditado en vinilo para audófilos en diciembre de 2009, tanto en una caja con los cuatro primeros discos del músico, limitada a 1 000 copias y disponible a través de su web, como por separado.

## Lista de canciones
Todas las canciones escritas y compuestas por Neil Young excepto donde se anota. 
| Cara A |                               |          |  |
| N.º    | Título                        | Duración |  |
| 1.     | «The Emperor of Wyoming»      | 2:14     |  |
| 2.     | «The Loner»                   | 3:55     |  |
| 3.     | «If I Could Have Her Tonight» | 2:15     |  |
| 4.     | «I've Been Waiting For You»   | 2:30     |  |
| 5.     | «The Old Laughing Lady»       | 5:58     |  |

| Cara B |                                         |               |          |  |
| N.º    | Título                                  | Escritor(es)  | Duración |  |
| 1.     | «String Quartet from Whiskey Boot Hill» | Jack Nitzsche | 1:04     |  |
| 2.     | «Here We Are in the Years?»             |               | 3:27     |  |
| 3.     | «What Did You Do to My Life?»           |               | 2:28     |  |
| 4.     | «I've Loved Her So Long»                |               | 2:40     |  |
| 5.     | «The Last Trip to Tulsa»                |               | 9:25     |  |

## Personal
| Músicos - Neil Young: voz, guitarra, piano, piano eléctrico y clavecín eléctrico - Jim Messina: bajo. - George Grantham: batería - Ry Cooder: guitarra - Jack Nitzsche: piano eléctrico - Merry Clayton: coros - Brenda Holloway: coros - Patrice Holloway: coros - Gloria Richetta Jones: coros - Sherlie Matthews: coros - Gracia Nitzsche: coros | Equipo técnico - Dale Batchelor: ingeniero de sonido - David Briggs: productor musical - Danny Kelly: fotografía - Donn Landee: ingeniero de sonido. - Jack Nitzsche: productor musical - Rik Pekkonen: ingeniero de sonido. - Mark Richardson: ingeniero de sonido. - Henry Saskowski: ingeniero de sonido. - Ed Thrasher: dirección artística - Roland Deihl: dibujo de portada. |